# باول ر. إبرامسن
باول ر. إبرامسن (بالإنجليزية: Paul R. Abramson)‏ هو عالم نفس أمريكي، ولد في 24 ديسمبر 1949.